# Municipio de Addison (Indiana)
El municipio de Addison (en inglés: Addison township) es un municipio ubicado en el condado de Shelby en el estado estadounidense de Indiana.

## Geografía
El municipio de Addison se encuentra ubicado en las coordenadas 39°31′33″N 85°46′16″O / 39.52583, -85.77111. Según la Oficina del Censo de los Estados Unidos, el municipio tiene una superficie total de 73.09 km², de la cual 71.81 km² corresponden a tierra firme y (1.75%) 1.28 km² es agua.

## Demografía
Según el censo de 2010,había 20585 personas residiendo en el municipio de Addison. La densidad de población era de 281,64 hab./km². De los 20585 habitantes, el municipio de Addison estaba compuesto por el 92.39% blancos, el 1.84% eran afroamericanos, el 0.18% eran amerindios, el 0.91% eran asiáticos, el 0.04% eran isleños del Pacífico, el 3.03% eran de otras razas y el 1.61% pertenecían a dos o más razas. Del total de la población el 6.62% eran hispanos o latinos de cualquier raza.
Para el censo de 2020, la población ascendió a 21459 habitantes, con un total de 9571 viviendas (housing units). Del total de residentes, 18460 eran blancos, 92 amerindios, 264 asiáticos, 438 afroamericanos, 1897 hispanos o latinos, 3 isleños del Pacífico, 1067 de otra raza y 1135 de dos o más razas.